# Opéra du Sichuan
L'opéra du Sichuan (chinois : 川剧 ; pinyin : chuānjù ou 川戏, chuānxì) est un ensemble de types d'opéras chinois spécifiques à la province du Sichuan et dans la municipalité de niveau provincial de Chongqing, qui en faisait autrefois partie.
Certains de ces opéras comportent des aspects comiques et de l'acrobatie. Un personnage emblématique est notamment Paerduo (chinois : 耙耳朵 ; litt. « Oreille râteau »), un homme peureux de sa femme qui lui tire l'oreille pour le corriger. Ce personnage est très caricatural, mais est également représentatif du respect des maris pour leurs épouses dans le Sichuan et de leur oreille attentive.
Le bianlian (chinois : 变脸 ; pinyin : biàn liǎn ; litt. « visage changeant ») est également une des grandes spécialités de l'opéra du Sichuan. Dans ce type de spectacle, le comédien possède un masque qui change en quelques fractions de seconde, et possède jusqu'à plusieurs dizaines de formes et couleurs différentes. Le jeu est basé sur l'effet de surprise lors du changement de masque.

## Cinq styles
- Gaoqiang (高/高),
- Kunqiang (崑/昆),
- Huqing, vocal (鬍/胡),
- Tanxi (彈/彈),
- Dengdiao / Dengxi / théâtre d'ombres(燈/灯).

## Images

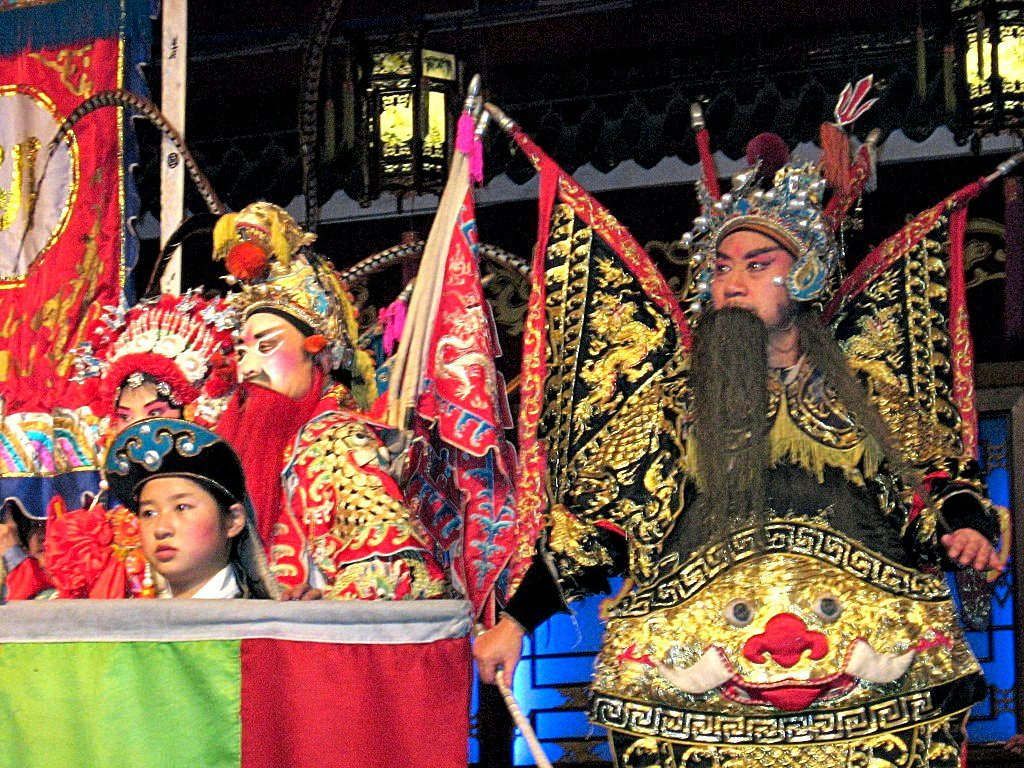
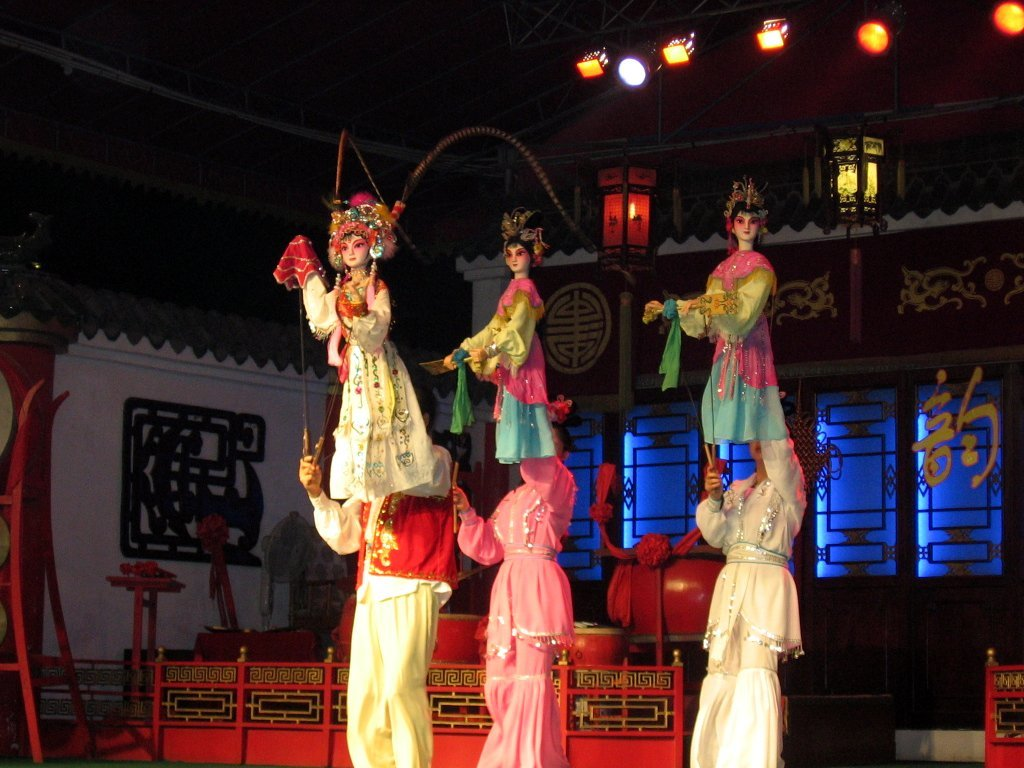
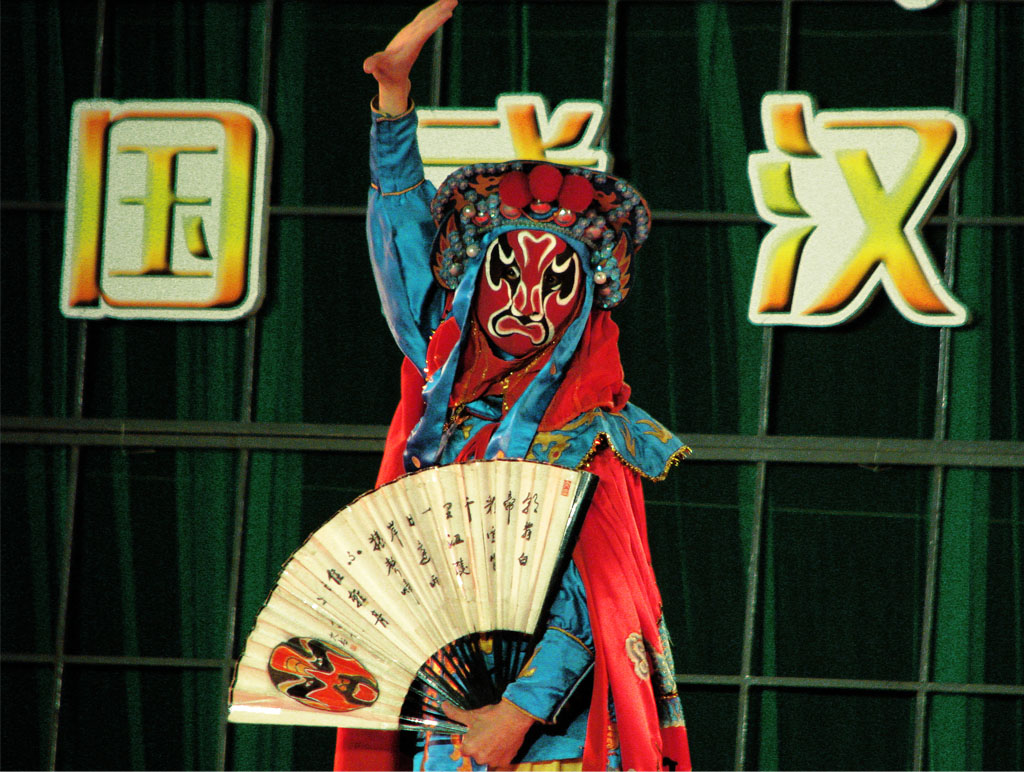
Bian Lian
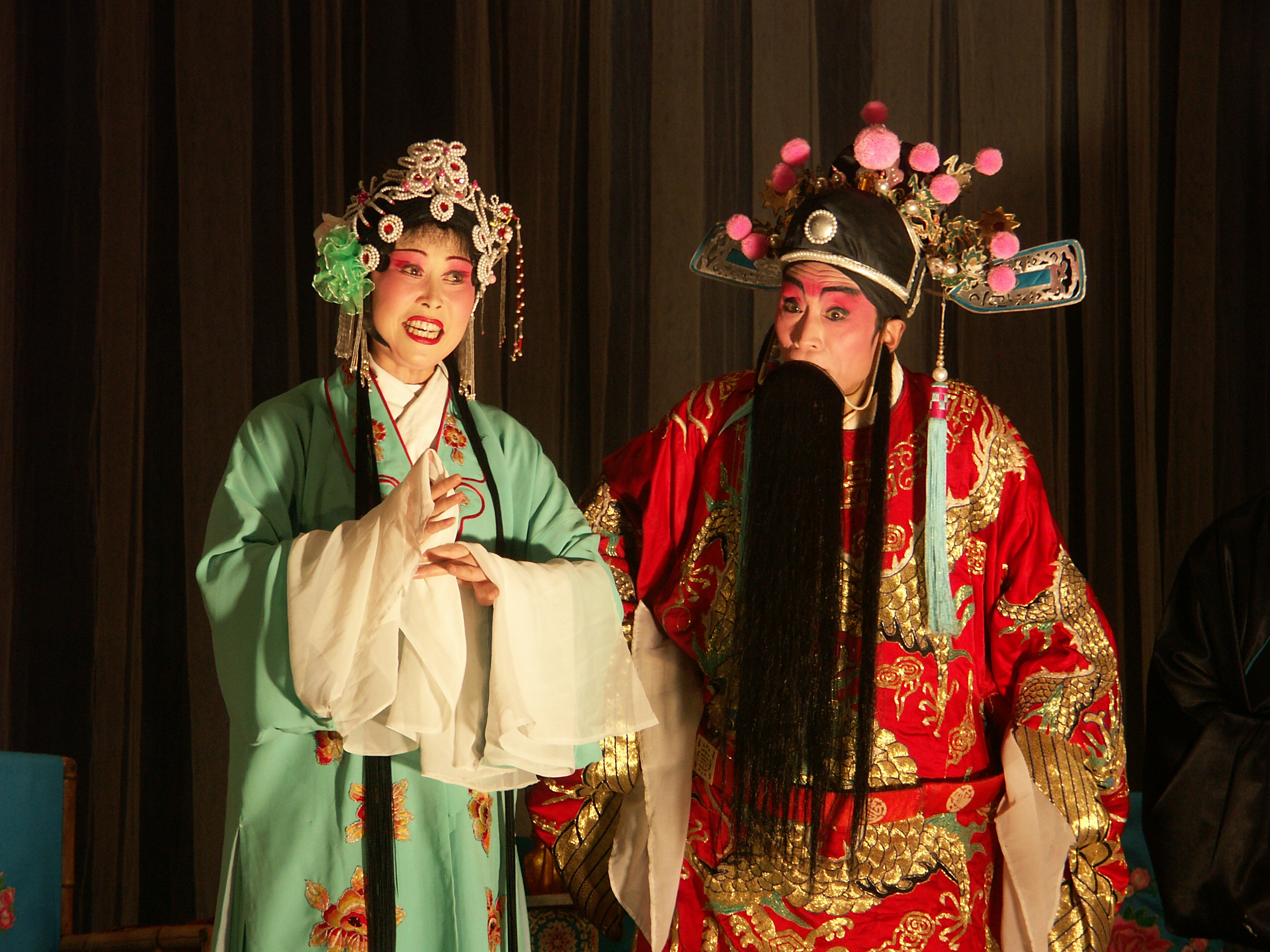
Opéra à Chengdu